# Rauris
Rauris est une commune (Marktgemeinde) autrichienne d'environ 3 000 habitants qui est situé dans le sud du Land de Salzbourg, dans le district de Zell am See (Pinzgau). Le village est surtout célèbre pour le sport d’hiver. Autrefois, Rauris était connu pour l'exploitation de l’or.

## Géographie
La vallée de Rauris (Raurisertal) est située au pied du Hoher Sonnblick (3 106 m), un sommet des Hohe Tauern, au cœur du parc national des Hohe Tauern, et est traversée par le ruisseau Rauriser Ache. Au sud, sur la ligne de la crête principale des Alpes, le territoire communal borde le Land de Carinthie. Rauris est la plus grande municipalité du Land de Salzbourg en superficie.

## Subdivisions
La zone municipale comprend les six localités suivantes :
- Bucheben
- Rauris
- Seidlwinkl
- Unterland
- Espace conseil
- Woertherberg

Jusqu'à la fin de 2002, la municipalité appartenait au district judiciaire de Taxenbach. Depuis 2003, elle fait partie du district judiciaire de Zell am See.

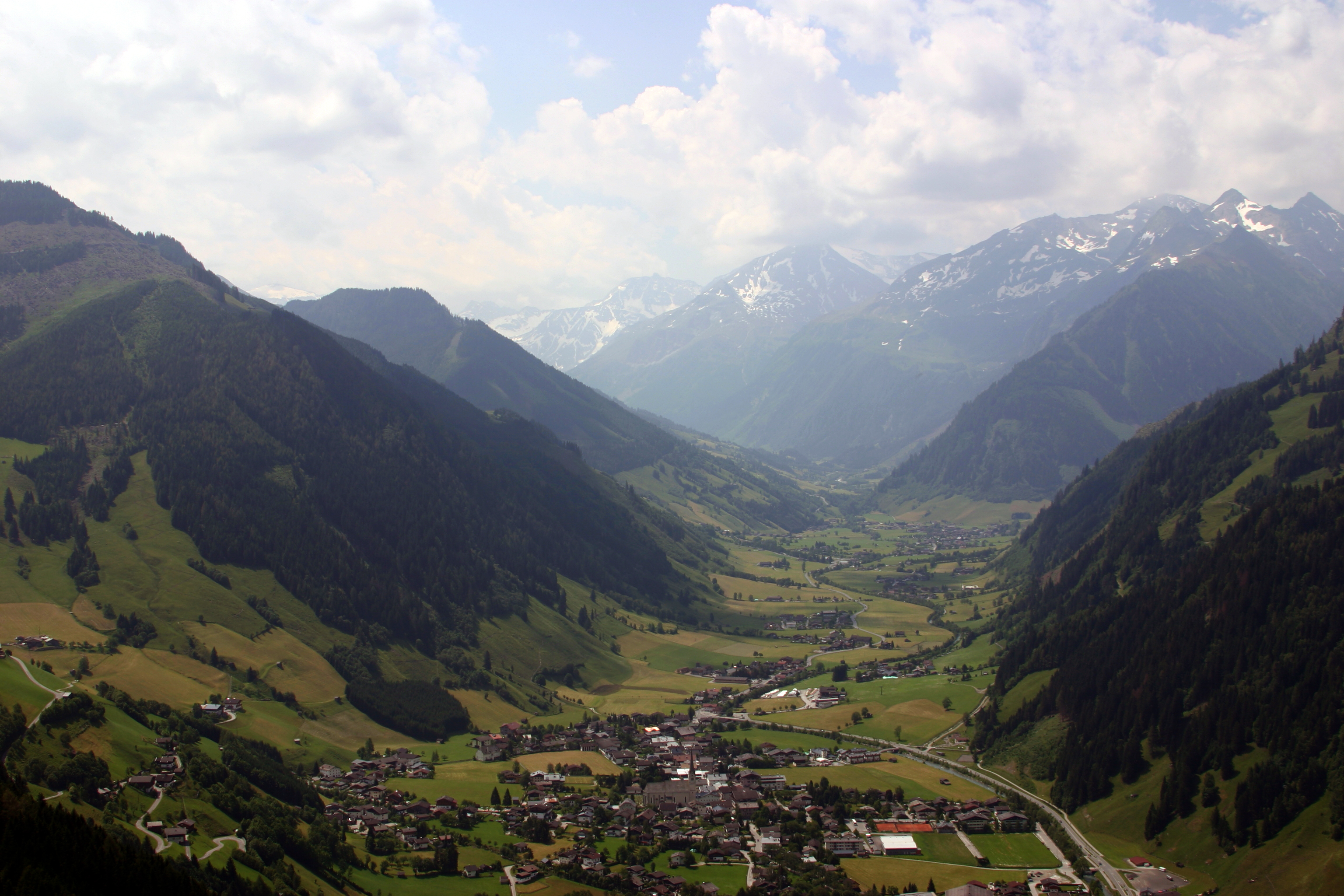
Vue sur la vallée.
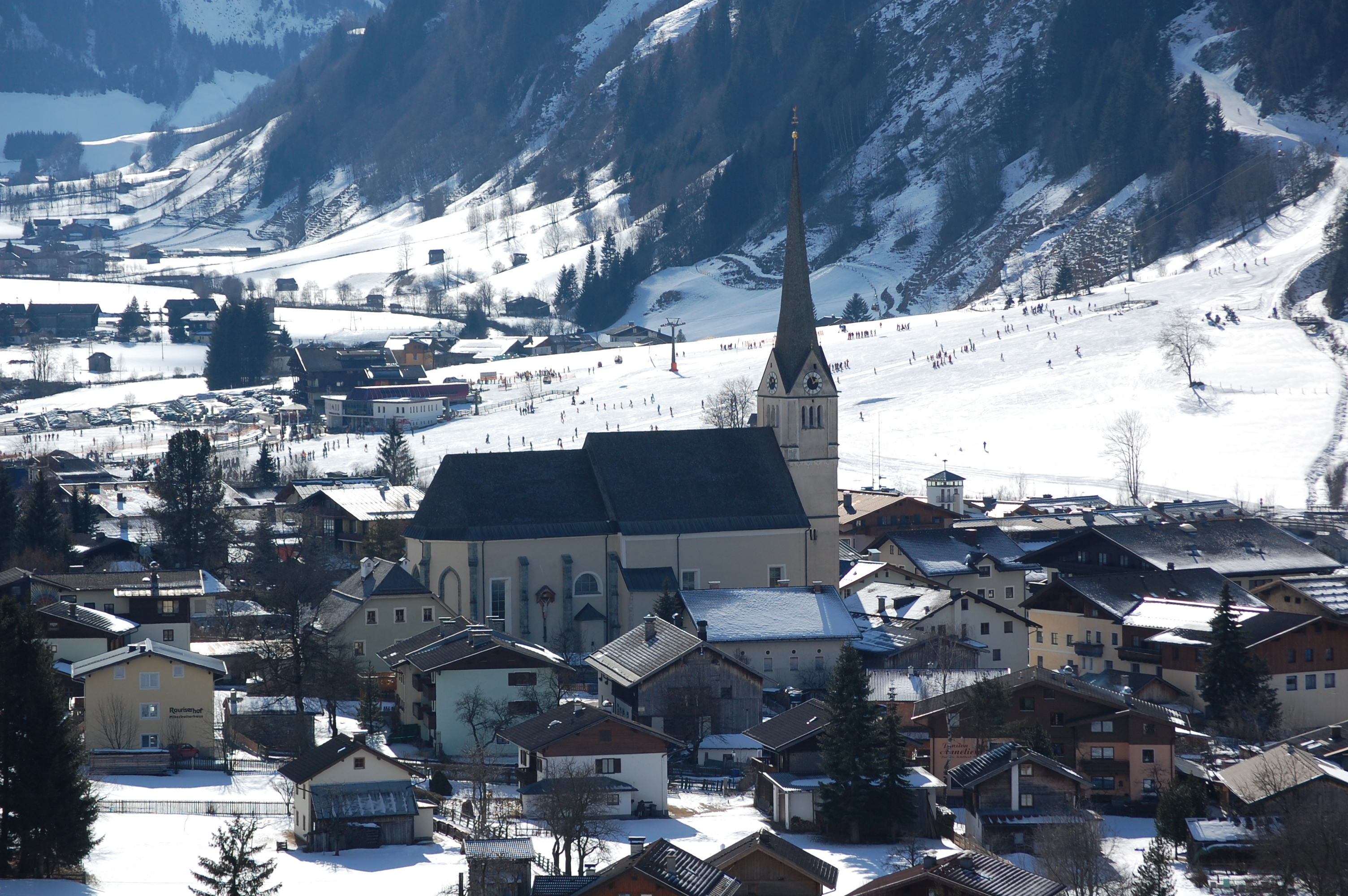
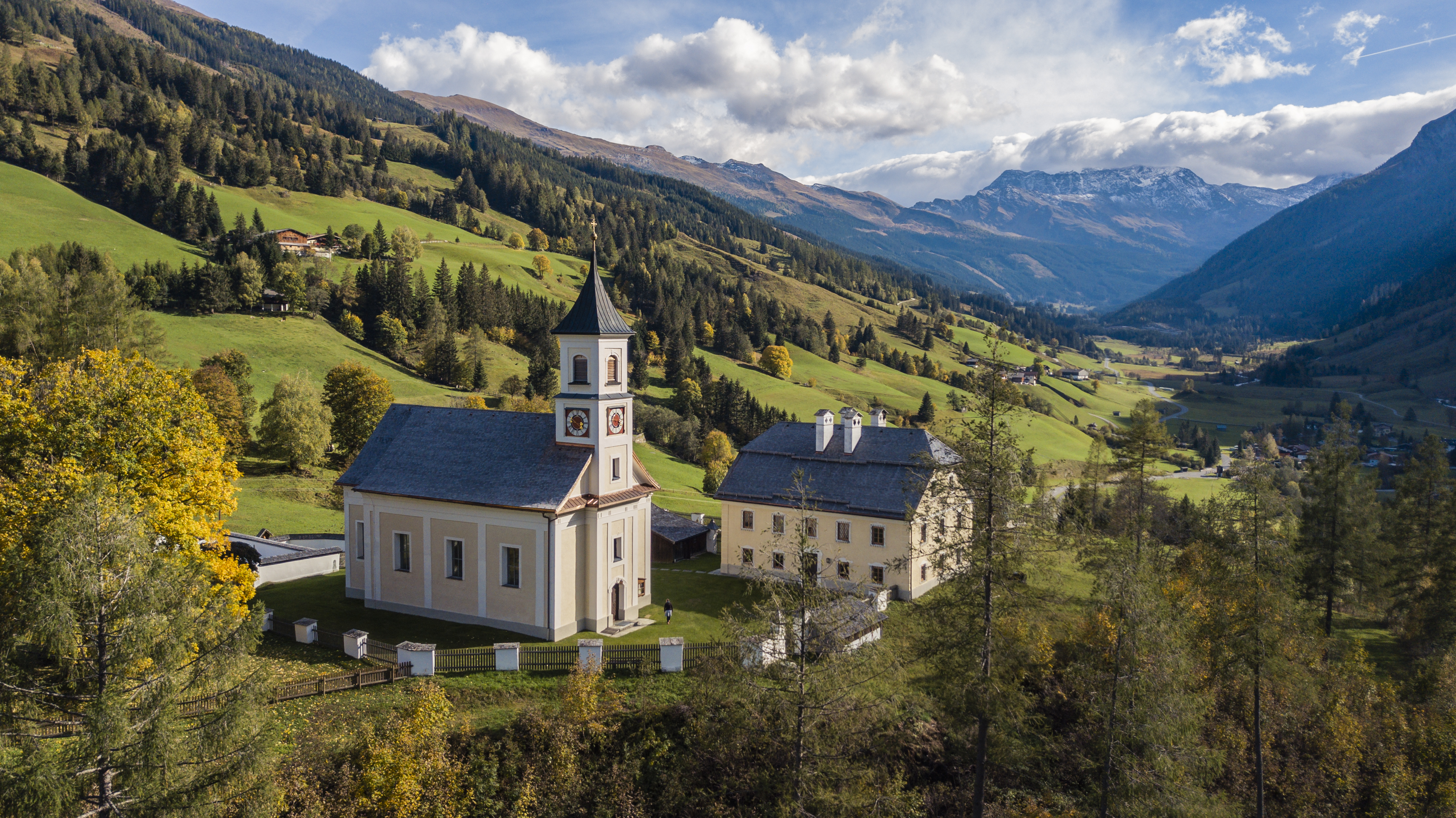
Église paroissiale de Bucheben.

## Climat
| Mois                              | jan. | fév. | mars | avril | mai  | juin | jui. | août | sep. | oct. | nov. | déc. | année |
| --------------------------------- | ---- | ---- | ---- | ----- | ---- | ---- | ---- | ---- | ---- | ---- | ---- | ---- | ----- |
| Température minimale moyenne (°C) | −8,6 | −7,1 | −2,9 | 0,8   | 4,9  | 8,1  | 10,1 | 9,8  | 6,2  | 2,1  | −2,7 | −6,8 | 1,2   |
| Température moyenne (°C)          | −4,6 | −2,9 | 1,3  | 5,7   | 10,5 | 13,5 | 15,4 | 14,6 | 10,7 | 6,4  | 0,8  | −3,2 | 5,7   |
| Température maximale moyenne (°C) | 1,2  | 3,6  | 7,9  | 12,7  | 17,8 | 20,4 | 22,7 | 22   | 18,1 | 13,7 | 6,3  | 1,9  | 12,4  |
| Précipitations (mm)               | 54   | 48   | 64   | 61    | 98   | 139  | 165  | 152  | 106  | 76   | 66   | 60   | 1 089 |
| Humidité relative (%)             | 70   | 60,6 | 54,3 | 47,6  | 48,4 | 53,1 | 53,3 | 54,6 | 56,7 | 58,4 | 68,3 | 72,8 | 58,2  |

| Diagramme climatique                                  |           |           |           |           |            |             |          |            |           |           |           |
| J                                                     | F         | M         | A         | M         | J          | J           | A        | S          | O         | N         | D         |
| 1,2−8,654                                             | 3,6−7,148 | 7,9−2,964 | 12,70,861 | 17,84,998 | 20,48,1139 | 22,710,1165 | 229,8152 | 18,16,2106 | 13,72,176 | 6,3−2,766 | 1,9−6,860 |
| Moyennes : • Temp. maxi et mini °C • Précipitation mm |           |           |           |           |            |             |          |            |           |           |           |

## Activités
Rauris est une station touristique hivernale et estivale avec plus de 330 000 nuitées par an.

### Période hivernale
Les remontées mécaniques de Rauris permettent la pratique du ski alpin. Il est aussi possible de pratiquer le ski de fond, la luge, la randonnée et l'escalade de glace.

### Période estivale
La commune voit de nombreux amateurs de vélo et de VTT durant la belle saison. La pêche, la natation, le tennis et le squash sont d'autres activités pratiquées à Rauris en été.

## Histoire

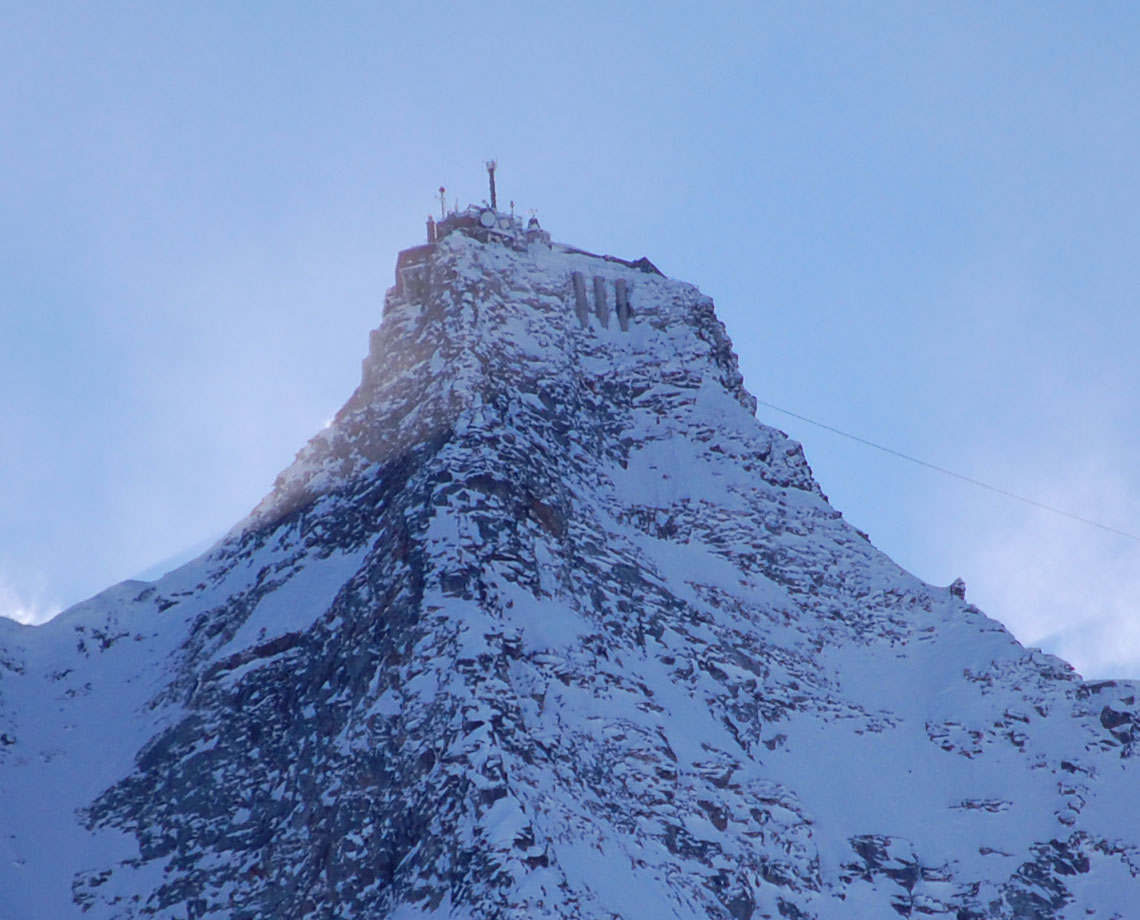
Vue sur la station météorologique.

L'exploitation de l’or dans la vallée de Rauris
Les XVe et XVIe sièclesmarquent l'apogée de l'exploitation de l'or. Plus tard, au XIXe siècle, elle connaît encore une progression grâce à Ignaz Rojacher (1844–1891). Celui-ci a construit, en 1886, une station météorologique, l'Observatoire Sonnblick, au sommet de la montagne « Hoher Sonnblick ». Elle fut extrêmement difficile à construire et c’est la plus haute continuellement occupée du monde entier à une altitude de 3 106 mètres.

### Armoiries
| Blason de Rauris | Blason  | Aucun |
| Blason de Rauris | Détails | Les armoiries sont un bouclier divisé en or rouge en diagonale à gauche, où une chèvre se développe à partir de la ligne de séparation en haut et deux marteaux de mine noirs croisés sont représentés en bas. La chèvre aux armoiries fait allusion à l'ancien nom du marché de Rauris, qui s'appelait autrefois Gaisbach, tandis que les marteaux rappellent les anciennes mines d'or de la vallée et l'importance du lieu comme siège des métiers. Le statut officiel du blason reste à déterminer. |

## Gastronomie
Il n’y a pas seulement à boire et à manger mais aussi de belles soirées musicales, du théâtre et de grandes fêtes folkloriques. La gastronomie de Rauris est renommée pour sa grande qualité.

## Personnalités liées à la commune
- Ulrike Maier (1967–1994), skieuse professionnelle ;
- Paul Gerstgraser, coureur de combiné nordique.